# Allan Nielsen (fodboldspiller)
 Der er flere personer med dette navn, se Allan Nielsen (flertydig).
Allan Nielsen (født 26. juni 1976) er en en dansk fodboldspiller.
Han har repræsenteret klubberne Knudsker IF, IK Viking Rønne, Hvidovre IF, Køge Boldklub, OB og seneste på kontrakt hos Lyngby Boldklub. Han ankom til OB i vinterpausen 06/07 efter, at Køge havde økonomiske problemer og på den baggrund måtte fritstille spillere. Det blev imidlertid knapt med spilletiden, og allerede i sommeren 2007 skiftede Allan Nielsen til Lyngby. Han er siden skiftet til Greve i 2. division, hvor han har spillet i sæsonen 2009/10.